# Cranaodes sequestrata
Cranaodes sequestrata är en fjärilsart som beskrevs av Edward Meyrick 1926. Cranaodes sequestrata ingår i släktet Cranaodes och familjen äkta malar.
Artens utbredningsområde är Sarawak. Inga underarter finns listade i Catalogue of Life.